# Ueberau
Ueberau (im lokalen Dialekt: Iwwero) ist ein Stadtteil von Reinheim im südhessischen Landkreis Darmstadt-Dieburg.

## Geographie
Ueberau liegt nördlich des Vorderen Odenwaldes, ca. 8,5 km südlich von Dieburg im Reinheimer Hügelland, einem fruchtbaren und waldlosen Lössgebiet, das sich von Ober-Ramstadt bis Groß-Umstadt erstreckt. Der Ort liegt an einem Gersprenzübergang bei den Seewiesen, der Kernstadt Reinheim gegenüber, am rechten östlichen Ufer des Flusses.
Ueberau grenzt im Westen entlang der Gersprenz an die Gemarkung Reinheim, im Norden an die Gemarkung Habitzheim, im Osten an die Gemarkungen Nieder-Klingen und Ober-Klingen, im Süden bei Hippelsbach an die Gemarkung Wersau und im Südwesten liegt die Gemarkung Groß-Bieberau.
Der Stadtteil Ueberau umfasst die Gemarkung Ueberau. Sie hatte nach dem Stand von 1961 eine Fläche von 636 Hektar und ist unbewaldet. Sie erstreckt sich in Nord-Süd-Richtung auf vier Kilometer Länge bei einer Breite von ein bis zwei Kilometer zwischen der Gersprenz im Westen und dem Schweinsgraben-Sandgraben im Osten, der Trasse der Odenwaldbahn im Norden und reicht fast bis Hippelsbach im Süden. Hier, im entferntesten Teil der Gemarkung, liegt die Siedlung Hundertmorgen. Hart nördlich dieser Siedlung, an der Grenze zu Ober-Klingen, liegt mit 256 Meter der weiter nicht benannte höchste Punkt der Gemarkung.

## Geschichte

### Ortsgeschichte
Die früheste erhalten gebliebene Erwähnung von Ueberau findet sich in einer Urkunde des Grafen Eberhard I. von Katzenelnbogen vom 24. Juli 1305 mit dem Namen „Ubera“ und bedeutet wahrscheinlich „Obere Aue“ oder „Über der Aue“ (den Seewiesen). Vorgeschichtliche Funde vorwiegend im Gewann „Im Sand“ lassen vermuten, dass das Gebiet schon vor ca. 5000 Jahren besiedelt war. 
Dass Ueberau noch älter als die im Jahre 2005 gefeierten 700 Jahre ist, beweisen Aussagen in einer Urkunde von 1316 und Untersuchungen an den ältesten Teilen der Kirche, die bestätigen, dass diese aus dem ausgehenden 12. Jahrhundert stammen. In den historischen Dokumenten ist der Ortsname im Laufe der Jahrhunderte unter wechselnden Schreibweisen belegt. (In Klammern das Jahr der Erwähnung):  Obernahe (1316); Vberahe (1316); Ubera (1318); Vberawe (1326); Vbira (1330); Wberahe (1336); Oberahe (um 1550): Vberaw; Vberaw (1620); Iberaw (1625).
Mit der Grafschaft Katzenelnbogen fiel Ueberau 1479 an die Landgrafschaft Hessen und so wurde auch hier 1527 die Reformation eingeführt. Am Ende des Dreißigjährigen Krieges war der Ort fast ausgestorben und nur noch der Name Ramge blieb übrig. Später wurden auch Einwanderer aus der Schweiz angesiedelt, wie die heute noch vorhandenen Namen Egly, Schönberger, Stuckert und Schuchmann beweisen. Ueberau lag als Teil von Reinheim im Gerichtsbezirk der Zent Oberramstadt. Die Zent war in sogenannte „Reiswagen“ eingeteilt, denen jeweils ein Oberschultheiß vorstand, die dem Zentgrafen unterstellt waren. Dieser Bezirk hatte einen Frachtwagen (Reiswagen) einschließlich Zugtieren und Fuhrknechten für Feldzüge bereitzustellen. Reinheim gehörte zum „Reinheim Reiswagen“, zu dem neben der Stadt auch die zugehörigen Mühlen und Höfe sowie Ueberau gehören. Die gesamte Zent Oberramstadt war dem Amt Lichtenberg zugeteilt. Diese Einteilung bestand noch bis zum Beginn des 19. Jahrhunderts.
Die Statistisch-topographisch-historische Beschreibung des Großherzogthums Hessen berichtet 1829 über Ueberau:

„Ueberau (L. Bez. Reinheim) luth. Filialdorf; liegt 1⁄4 St. von Reinheim, auf der rechten Seite der Gersprenz, und hat 95 Häuser und 664 Einw., die außer 2 Kath. 1 Reform. 5 Mennoniten und 3 Juden lutherisch sind. In der Gemarkung sind Gruben von weißem Sand, der stark ausgeführt wird. – Die Mosbach von Lindenfels hatten hier ein Landsiedelgericht, bei welchem die von Mosbachischen Hubengüter gewährt wurden; dasselbe geschah von einem Hessischen Landsiedelgericht mit den Churpfälzischen Hubengütern, welche die Kalben von Reinheim zu Lehen getragen. Im 30jährigen Krieg waren die Häuser bis auf 11 abgebrannt.“

Bis zum Jahr 1862 wurde der Ort Ueberau durch die Stadt Reinheim mitverwaltet. Danach bildete er eine eigenständige Gemeinde, die zum Kreis Dieburg der Provinz Starkenburg gehörte.
Ueberau bezog bereits 10 Jahre vor der Residenzstadt Darmstadt im Jahre 1895 elektrisches Licht für Straßen- und Hausbeleuchtung aus einem Dynamo, der in einer Wassermühle (Dieters Mühle) an der Gersprenz installiert war.
Mit dem Bau der Eisenbahn um 1870 und der damit verbundenen Industrialisierung wurde die Arbeiterbewegung wie in ganz Deutschland auch in Ueberau immer stärker. Insbesondere die Belegschaft der Firma Frohmann Granitwerke, die zu einem großen Teil aus zugezogenen Arbeitern bestand, ließ sich zum Teil in Ueberau nieder. Diese Arbeiter waren zum größten Teil gewerkschaftlich organisiert und gehörten der Sozialdemokratischen Partei Deutschlands (SPD) an, die 1903 einen Ortsverein gründete. Aufgrund der politischen Veränderungen in der Zeit im und nach dem Ersten Weltkrieg entstanden 1919 Ortsvereine der Unabhängigen Sozialdemokratischen Partei Deutschlands (USPD) und der Kommunistischen Partei Deutschlands (KPD). Bei der Reichstagswahl 1928 erzielte die KPD erstmals mehr Stimmen als die SPD.
Nach dem Zweiten Weltkrieg blieb die Gemeinde eine kommunistische Hochburg; in der Region wird Ueberau auch als das „Rote Dorf“ bezeichnet. Ab 1948 amtierte der Kommunist Adam Büdinger als Bürgermeister der damals noch selbstständigen Gemeinde Ueberau. Bei der Gemeinderatswahl 1952 entfielen sieben von zwölf Mandaten auf die KPD. Im Vorfeld des KPD-Verbots im August 1956 bildeten Kommunisten und Parteilose die Unabhängige Wählergemeinschaft (UWG), die im Oktober 1956 mit sieben Mandaten die absolute Mehrheit erzielte. Bürgermeister Büdinger blieb im Amt. Am 14. Oktober 1960, neun Tage vor der Kommunalwahl, wurde die UWG vom Hessischen Innenminister verboten. Polizisten drangen am gleichen Tag in die Diensträume des Bürgermeisters ein und erklärten ihn und die beiden Beigeordneten für abgesetzt. Die Amtsgeschäfte übernahm ein vom Darmstädter Regierungspräsidium eingesetzter Staatskommissar. Dem Aufruf Büdingers, bei der anstehenden Wahl ungültig zu stimmen, folgte ungefähr ein Drittel der Wähler. Bei den Kommunalwahlen 1964 und 1968 entfielen 38 % der Stimmen auf die Deutsche Friedens-Union (DFU).
Nach der Gründung der Deutschen Kommunistischen Partei (DKP) im Jahre 1968 war diese ab 1972 ununterbrochen im Ortsbeirat des mittlerweile nach Reinheim eingemeindeten Ueberau vertreten.
Hessische Gebietsreform (1970–1977)
Im Zuge der Gebietsreform in Hessen fusionierten die Gemeinden Spachbrücken, Ueberau und Zeilhard mit der Stadt Reinheim zum 31. Dezember 1971 auf freiwilliger Basis zur erweiterten Stadt Reinheim. Für die Stadtteile wurden Ortsbezirke eingerichtet.

### Verwaltungsgeschichte im Überblick
Die folgende Liste zeigt die Staaten und Verwaltungseinheiten, denen Ueberau angehört(e):
- vor 1479: Heiliges Römisches Reich, Grafschaft Katzenelnbogen, Obergrafschaft Katzenelnbogen
- ab 1479: Heiliges Römisches Reich, Landgrafschaft Hessen (durch Erbfall), Obergrafschaft Katzenelnbogen
- ab 1567: Heiliges Römisches Reich, Landgrafschaft Hessen-Darmstadt, Obergrafschaft Katzenelnbogen, (1783: Amt Lichtenberg, Zent Oberramstadt, Reinheimer Reiswagen)
- ab 1803: Heiliges Römisches Reich, Landgrafschaft Hessen-Darmstadt, Fürstentum Starkenburg, Amt Lichtenberg
- ab 1806: Großherzogtum Hessen,[Anm. 2] Fürstentum Starkenburg, Amt Lichtenberg[15]
- ab 1815: Großherzogtum Hessen, Provinz Starkenburg, Amt Lichtenberg
- ab 1821: Großherzogtum Hessen, Provinz Starkenburg, Landratsbezirk Reinheim[Anm. 3]
- ab 1832: Großherzogtum Hessen, Provinz Starkenburg, Kreis Dieburg
- ab 1848: Großherzogtum Hessen, Regierungsbezirk Dieburg
- ab 1852: Großherzogtum Hessen, Provinz Starkenburg, Kreis Dieburg
- ab 1871: Deutsches Reich, Großherzogtum Hessen, Provinz Starkenburg, Kreis Dieburg
- ab 1918: Deutsches Reich, Volksstaat Hessen, Provinz Starkenburg, Kreis Dieburg
- ab 1938: Deutsches Reich, Volksstaat Hessen, Landkreis Dieburg
- ab 1945: Deutsches Reich, Amerikanische Besatzungszone,[Anm. 4] Groß-Hessen, Regierungsbezirk Darmstadt, Landkreis Dieburg
- ab 1946: Deutsches Reich, Amerikanische Besatzungszone, Hessen, Regierungsbezirk Darmstadt, Landkreis Dieburg
- ab 1949: Bundesrepublik Deutschland, Hessen, Regierungsbezirk Darmstadt, Landkreis Dieburg
- ab 1972: Bundesrepublik Deutschland, Hessen, Regierungsbezirk Darmstadt, Landkreis Dieburg, Stadt Reinheim
- ab 1977: Bundesrepublik Deutschland, Hessen, Regierungsbezirk Darmstadt, Landkreis Darmstadt-Dieburg, Stadt Reinheim

### Bevölkerung
Einwohnerstruktur 2011
Nach den Erhebungen des Zensus 2011 lebten am Stichtag dem 9. Mai 2011 in Ueberau 2052 Einwohner. Darunter waren 72 (3,5 %) Ausländer. Nach dem Lebensalter waren 309 Einwohner unter 18 Jahren, 801 zwischen 18 und 49, 492 zwischen 50 und 64 und 450 Einwohner waren älter. Die Einwohner lebten in 888 Haushalten. Davon waren 234 Singlehaushalte, 312 Paare ohne Kinder und 252 Paare mit Kindern, sowie 78 Alleinerziehende und 15 Wohngemeinschaften. In 207 Haushalten lebten ausschließlich Senioren und in 573 Haushaltungen lebten keine Senioren.
Einwohnerentwicklung
| • 1829: | 334 Einwohner, 95 Häuser  |
| • 1867: | 700 Einwohner, 116 Häuser |

| Ueberau: Einwohnerzahlen von 1749 bis 2023 | Ueberau: Einwohnerzahlen von 1749 bis 2023 | Ueberau: Einwohnerzahlen von 1749 bis 2023 | Ueberau: Einwohnerzahlen von 1749 bis 2023 | Ueberau: Einwohnerzahlen von 1749 bis 2023 |
| --- | ------------------------------------------ | ------------------------------------------ | ------------------------------------------ | ------------------------------------------ |
| Jahr |                                            |                                            |                                            | Einwohner                                  |
| 1749 | 1749                                       |                                            | 249                                        | 249                                        |
| 1800 | 1800                                       |                                            | ?                                          | ?                                          |
| 1829 | 1829                                       |                                            | 664                                        | 664                                        |
| 1864 | 1864                                       |                                            | 725                                        | 725                                        |
| 1871 | 1871                                       |                                            | 759                                        | 759                                        |
| 1875 | 1875                                       |                                            | 736                                        | 736                                        |
| 1885 | 1885                                       |                                            | 822                                        | 822                                        |
| 1895 | 1895                                       |                                            | 834                                        | 834                                        |
| 1905 | 1905                                       |                                            | 898                                        | 898                                        |
| 1910 | 1910                                       |                                            | 956                                        | 956                                        |
| 1925 | 1925                                       |                                            | 1.032                                      | 1.032                                      |
| 1939 | 1939                                       |                                            | 1.120                                      | 1.120                                      |
| 1946 | 1946                                       |                                            | 1.607                                      | 1.607                                      |
| 1950 | 1950                                       |                                            | 1.633                                      | 1.633                                      |
| 1956 | 1956                                       |                                            | 1.528                                      | 1.528                                      |
| 1961 | 1961                                       |                                            | 1.531                                      | 1.531                                      |
| 1967 | 1967                                       |                                            | 1.799                                      | 1.799                                      |
| 1970 | 1970                                       |                                            | 1.817                                      | 1.817                                      |
| 1983 | 1983                                       |                                            | 2.118                                      | 2.118                                      |
| 1990 | 1990                                       |                                            | 2.189                                      | 2.189                                      |
| 2001 | 2001                                       |                                            | 2.418                                      | 2.418                                      |
| 2004 | 2004                                       |                                            | 2.360                                      | 2.360                                      |
| 2008 | 2008                                       |                                            | 2.289                                      | 2.289                                      |
| 2011 | 2011                                       |                                            | 2.052                                      | 2.052                                      |
| 2015 | 2015                                       |                                            | 2.130                                      | 2.130                                      |
| 2023 | 2023                                       |                                            | 1.976                                      | 1.976                                      |
| Datenquelle: Historisches Gemeindeverzeichnis für Hessen: Die Bevölkerung der Gemeinden 1834 bis 1967. Wiesbaden: Hessisches Statistisches Landesamt, 1968. Weitere Quellen: LAGIS; Festschrift 750 Jahr Feier; Stadt Reinheim2015, 2023; Zensus 2011 |                                            |                                            |                                            |                                            |

Historische Religionszugehörigkeit
| • 1829: | 653 lutheranische (= 98,34 %), ein reformierter (= 0,15 %), 5 mennonitische (= 0,75 %), 3 jüdische (= 0,45 %) und 2 katholische (= 0,30 %) Einwohner |
| • 1961: | 1252 evangelische (= 81,78 %), 233 katholische (= 15,22 %) Einwohner                                                                                 |

## Politik
Für Ueberau besteht ein Ortsbezirk (Gebiete der ehemaligen Gemeinde Ueberau) mit Ortsbeirat und Ortsvorsteher nach der Hessischen Gemeindeordnung. Der Ortsbeirat besteht aus fünf Mitgliedern.

### Ortsvorsteher
2011 wurde Herbert Rapp (SPD) zum Ortsvorsteher gewählt. Er löste Manfred Büdinger (DKP) ab, der seit 2006 Ortsvorsteher war und Sohn des früheren Bürgermeisters Adam Büdinger ist. Nachdem Rapp sein Mandat als Ortsvorsteher im Jahre 2015 niedergelegt hatte, wurde Walter Eckert (DKP) zum Nachfolger gewählt und nach den Ortsbeiratswahlen 2016 mit 5 Ja-Stimmen bestätigt. Von 2016 bis 2021 war auch der Reinheimer Kreis vertreten, die CDU verlor vorübergehend ihr Mandat, gewann es aber 2021 zurück.

### Ortsbeirat
Die Kommunalwahl am 14. März 2021 erbrachte folgendes Ergebnis im Ortsbeirat (Im Vergleich die Ergebnisse der vorhergehenden Wahlen):
| Ortsbeiratswahl Ueberau 2021 %403020100 38,9 %26,1 %12,4 %11,4 %7,6 %3,7 % DKPSPDCDUGrüneRKFWGGewinne und Verlusteim Vergleich zu 2016 %p 6 4 2 0 −2 −4−0,1 %p−3,6 %p+5,5 %p−2,1 %p−3,4 %p+3,7 %pDKPSPDCDUGrüneRKFWG | Sitzverteilung im Ortsbeirat Ueberau seit 2021Insgesamt 5 Sitze - DKP: 2 - SPD: 1 - Grüne: 1 - CDU: 1 |

| Parteien und Wählergemeinschaften | Parteien und Wählergemeinschaften           | % 2021 | Sitze 2021 | % 2016 | Sitze 2016 | % 2011 | Sitze 2011 | % 2006 | Sitze 2006 |
| --------------------------------- | ------------------------------------------- | ------ | ---------- | ------ | ---------- | ------ | ---------- | ------ | ---------- |
| DKP                               | Deutsche Kommunistische Partei              | 38,88  | 2          | 39,0   | 2          | 33,5   | 2          | 39,1   | 2          |
| SPD                               | Sozialdemokratische Partei Deutschlands     | 26,06  | 1          | 29,7   | 1          | 27,0   | 1          | 27,6   | 1          |
| GRÜNE                             | Bündnis 90/Die Grünen                       | 11,36  | 1          | 13,5   | 1          | 23,8   | 1          | 14,8   | 1          |
| CDU                               | Christlich Demokratische Union Deutschlands | 12,36  | 1          | 6,9    | 0          | 15,8   | 1          | 18,5   | 1          |
| Reinheimer Kreis                  | Reinheimer Kreis                            | 7,63   | 0          | 11,0   | 1          | /      | /          | /      | /          |
| FWG                               | Freie Wählergemeinschaft Reinheim           | 3,71   | 0          | /      | /          | /      | /          | /      | /          |
| Gesamt                            | Gesamt                                      | 100    | 5          | 100    | 5          | 100    | 5          | 100    | 5          |
| Wahlbeteiligung in Prozent        | Wahlbeteiligung in Prozent                  | 64,3   | 64,3       | 62,9   | 62,9       | 57,2   | 57,2       | 56,1   | 56,1       |

## Wappen
Blasonierung: „Unter blauem Schildhaupt, darin eine liegende silberne Hirschstange, in neunmal silbern und rot geteilt ein aufgerichteter goldener Hase.“
Das (nichtamtliche) Wappen von Ueberau wurde 2012 entworfen. Der Hase ist ein Symbol für die Einwohner des Ortes, deren Spitzname "Iwweroer Sandhase" ist, da sie in früheren Zeiten als Reibsandhändler als Wanderhändler durchs Land zogen und Scheuer- sowie Streusand verkauften. Der rot-silberne Hintergrund zeigt die Zugehörigkeit zu Hessen. Die silberne Hirschstange auf blauem Grund ist dem Wappen des Ritter Sinolt entnommen, der bis zu seinem Tod 1439 im „Großen Sinoltshof“ lebte und mit seiner Frau in der Kirche von Ueberau beerdigt wurde.

## Kultur und Sehenswürdigkeiten
In Ueberau herrscht ein reichhaltiges intaktes Gemeindeleben mit vielen Veranstaltungen. Ein Beispiel dafür ist die Teilnahme am bundesweiten Wettbewerb Unser Dorf hat Zukunft (früher: Unser Dorf soll schöner werden) seit dem Jahre 2008. Während man im Regionalentscheid im Jahre 2008 noch den zweiten Platz erreichte, steigerte sich die Dorfgemeinschaft so weit, dass man im Regionalentscheid 2011 den ersten Platz, dann im Landesentscheid 2012 ebenfalls den ersten Platz erreichte und letztendlich im Bundesentscheid 2013 mit acht anderen Dörfern aus ganz Deutschland die Goldmedaille erhielt.

### Fastnacht
Die Fastnacht bildet die größte Veranstaltung Ueberaus und lockte 2014 mit 53 Gruppen tausende Besucher aus allen umliegenden Ortsteilen nach Ueberau. Er ist mit einer Dauer von 3 Stunden der beliebteste Fastnachtsumzug der Reinheimer Stadtteile und gehört seit vielen Jahren zum Ueberauer Kulturgut.
Der Fastnachtsumzug startet an der SG Ueberau, führt quer durch die schöne Altstadt und findet schlussendlich auch wieder sein Ende mit anschließender Feier auf dem Gelände des SG Ueberau.

### Regelmäßige Veranstaltungen
- Am Wochenende mit dem ersten Sonntag im September: Kerb[29]
- 3. Adventwochenende: Weihnachtsmarkt[30]

### Kirche
Die evangelische Kirche in der Ortsmitte wurde bereits 1316 erwähnt und ist damit eine der ältesten Kirchen der Region.

### Sport
Ueberau verfügt über zwei Sportvereine. Die SG Ueberau 1919 befindet sich innerhalb des Ortes und veranstaltet neben Fußball, Gymnastik, Turnen, Gesang und Tanzen jedes Jahr die Ueberauer Fastnacht.
Höhergelegen, in Fahrtrichtung Hundertmorgen befindet sich außerdem der FC Ueberau 1963.

### Naturschutzgebiete
In der südlichen Gemarkung von Ueberau befindet sich das Naturschutzgebiet „Forstberg von Ueberau“, eine Vulkankuppe mit artenreichen Magerwiesen und Streuobstbeständen.

## Wirtschaft und Infrastruktur

### Verkehr
Die Bundesstraße 426 führt am Nordrand von Ueberau über die Gersprenz. Die Lengfelder Straße verknüpft den Ort hier mit dem überörtlichen Verkehr. Die kurze Kreisstraße K 119 verbindet Ueberau über eine Gersprenzbrücke mit der Stadtmitte von Reinheim.

### Öffentliche Einrichtungen
Die Ueberauer Schule ist eine Grundschule in der Schulträgerschaft des Landkreises Darmstadt-Dieburg. Sie setzt die bis 1718 zurückreichende Schulgeschichte von Ueberau fort. 1819 errichtete die Gemeinde in der Wilhelm-Leuschner-Straße 13 ein Schulhaus. Als dieses für die Schülerzahl zu klein wurde, wurde in der Wilhelm-Leuschner-Straße 19 in den Jahren 1898/1899 ein Backsteingebäude mit zwei Schulsälen, zwei Lehrerwohnungen und Räumen für die Gemeindeverwaltung erbaut, das fortan als Schulhaus diente.

## Persönlichkeiten
- Fritz Wörtge (1902–1949), kommunistischer Gewerkschafter, NS-Widerstandskämpfer